# 松丘小椰
松丘 小椰（まつおか さや、1976年  ）は、日本の女優、映画監督。群馬県出身。所属事務所はスターダストプロモーション。美形演技派女優として映画やドラマで活躍。一方、映画監督として2003年から作品を発表。

## 出演作品

### テレビドラマ
- 鉄甲機ミカヅキ（2000年 - 2001年、フジテレビ） - 和泉沙織 役
- R-17（2001年、テレビ朝日） - 大久保理砂 役
- 恋するトップレディ（2002年、フジテレビ）- 佐藤ユミ 役
- Nail （2002年、WOWOW) - 麗華役
- GO!GO!HEAVEN! （2005年、テレビ東京） - 矢沢智子 役

### CM
- 東海銀行
- 資生堂ナチュルゴ　フェルゼア
- 日産キューブ「逃げる花嫁編」 （2005年)
- 白元虫よけパッカー （2005年）
- 大塚製薬ファイブミニ（2005年）
- au「新体操編」（2006年）

### 映画
- 17才（2002年）
- 新・刑事祭り 「刑事の休日」(2003年)
- ユモレスク 逆さまの蝶（2006年）
- Flying Boat Float - 飛行艇、浮かぶ  （2008年）

## 監督作品
- LOVERS（2003年）
- ふたり（2003年）
- 籠女 （2004年）

## PV
- スピッツ「愛のしるし」「流れ星」アルバム「花鳥風月」TVスポット出演。ディレクターは吉田大八。（1999年）
- HUSKING BEE 「The Sun and the Moon」(2000年）
- CORNER 「十七歳の虹」 (2003年）
- 斉藤和義「破れた傘にくちづけを」（2006年）